# Artéria braquial profunda
A artéria braquial profunda é uma artéria que vasculariza o membro superior, ramo da artéria braquial.
Tem origem na face posteromedial da artéria braquial, próximo do ponto médio do braço, distalmente ao bordo inferior do músculo redondo maior. Dirige-se posteriormente, entre as cabeças longa e medial do músculo tricípite braquial, acompanhada do nervo radial. Dirige-se ao longo do sulco espiral do úmero, profundamente à cabeça curta do músculo tricípite braquial. Profundamente à cabeça lateral do músculo tricípite braquial divide-se em artéria colateral radial, artéria colateral média, artéria nutritiva do úmero e ramo deltóide/ascendente.
Artéria nutritiva do úmero -  Nasce no terço superior do braço, da artéria braquial ou de um dos seus colaterais, mais frequentemente da artéria umeral profunda. Este ramo introduz-se no buraco nutritivo do úmero, situado inferiormente à inserção do músculo coracobraquial.